# Linear Tape-Open

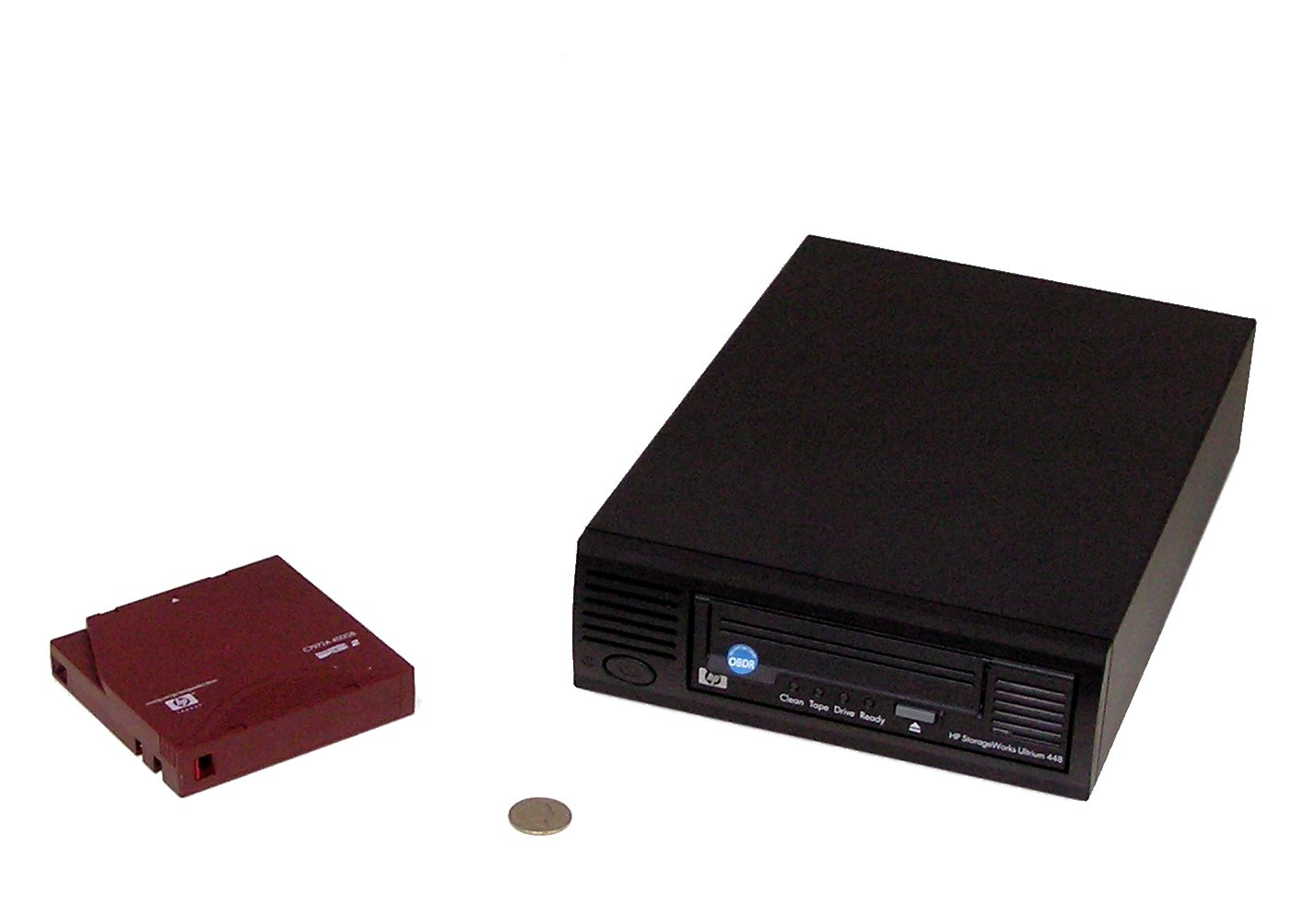
LTO Ultriumテープとドライブ

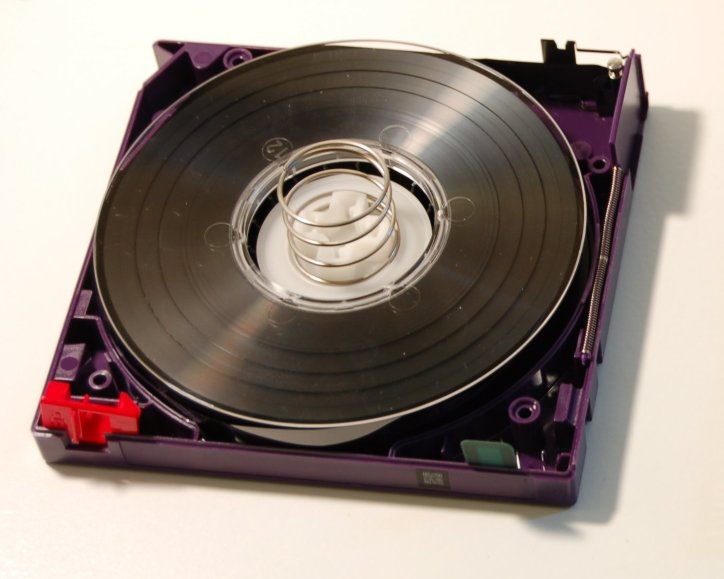
LTO-2 のカートリッジの蓋を取り除いたもの。
右上部: テープアクセスゲート
左下部: 書き込み禁止を行うレバー
右下部: カートリッジのメモリチップ

Linear Tape-Open（リニア テープ オープン、略称：LTO）は、コンピュータ用の磁気テープ技術。一社独占的なDLTやAITに代わるオープン規格として、シーゲイト・テクノロジー、ヒューレット・パッカード（現：ヒューレット・パッカード・エンタープライズ）、IBMの3社によって開発、策定された。LTO技術の標準のフォームファクターはUltrium と呼ばれており、主にバックアップやアーカイブ用途としてコンピューターシステムで利用されている｡ 2000年に発売された第1世代（LTO-1）の容量は100GBであったが、2025年に発売された最新世代のLTO-10は30TBの容量を同じカートリッジサイズで実現している。特定用途向けに少数のみ販売されるため、ドライブもテープも非常に高価である。

## 起源

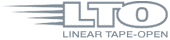
LTO ロゴ

1990年代後半、クアンタムのDLTとソニーのAITはPCサーバやUNIXシステムの大容量高速テープ記憶装置として主要な位置を占めていた。反面それらの技術は権利関係の制限が厳しく、ベンダによる商品化の足かせとなっていた。そこでIBM、HP、Seagateの3社は、よりオープンな仕様を策定することでこれらに対抗しようと目論み、IBMツーソン研究所が20年間蓄積した業績を拡張してLTOを規格化した。2017年現在はIBM、クアンタム、HPのTechnology Provider Companies（TPCs）が開発、ライセンス管理及びメディアの認証を主導している。

## フォームファクタ
LTOにはUltriumとAccelisという2つのフォームファクタがある。2006年現在、LTO Ultriumの製品ばかりで市販のLTO Accelisドライブやメディアは存在しない。

### Accelis
8mmテープ幅、2リールカートリッジ、高速アクセス重視、SonyのAITに良く似ている。Accelisはデータへの高速アクセス、特にテープの中間地点にアクセスする時間を最小限にするために2リールカートリッジを使って1997年に開発された。IBMの（短命に終わった）IBM Magstar MP 3570がこのコンセプトの先鞭となった。実際のパフォーマンスはUltriumテープフォーマットより悪かったので、Accelisの需要は無かった。Accelisと似たAITを販売していたソニーでさえ、その改良型であるSAITでは1リール、1/2インチフォームファクタを採用した。

### Ultrium

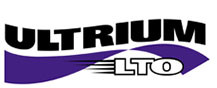
LTO Ultrium ロゴ

1/2インチ（12.65 mm）テープ幅、1リールカートリッジ、大容量重視、QuantumのDLTとIBM 3590 Magstarに良く似ている。1/2インチ磁気テープは50年以上データ記憶装置として利用され続けてきたが、Ultriumは事実上DLTを置き換えるために開発された。カートリッジの外形寸法は 102.0 × 105.4 × 21.5 (mm) である。過去のテープ資産を有効に活用できるようにするため後方互換性を規格として求めており、その世代から少なくとも1または2世代前までのカートリッジを読み出すこと、同様にその世代のカートリッジとその直前の世代のカートリッジに書き込むことが可能である。LTO-10は後方互換性をサポートしていない。

## カートリッジ
LTOコンソーシアムからこれまでメディア認証を受けた企業は、EMTEC、イメーション（現：グラスブリッジ・エンタープライゼス）、富士フイルム、マクセル、TDK（記録メディア事業は後にイメーションに譲渡）及びソニーである。EMTECは2003年にイメーションに買収された。TDK（実際はイメーションのTDK Life on Recordブランド）は2013年にテープ事業から撤退する事を発表した。2023年現在、最新世代のLTO-9の認証を受けた企業は富士フイルムとソニーのみである。全世代のドライブで利用可能なクリーニングカートリッジ（Universal Cleaning Cartridges、略称UCC）もある。カートリッジの外観色はHPを除き各社統一である。詳細は#カートリッジの色

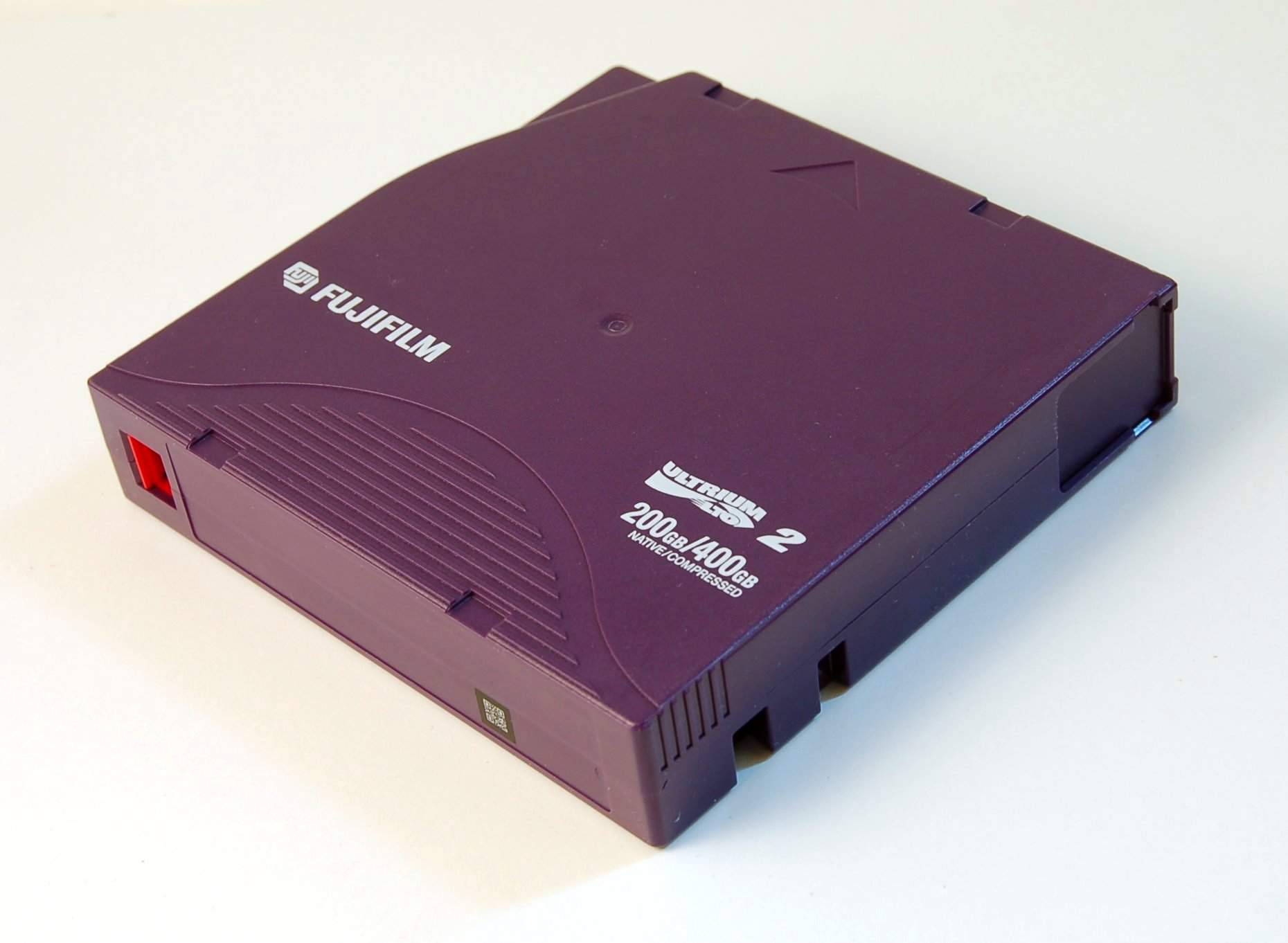
LTO-2カートリッジ
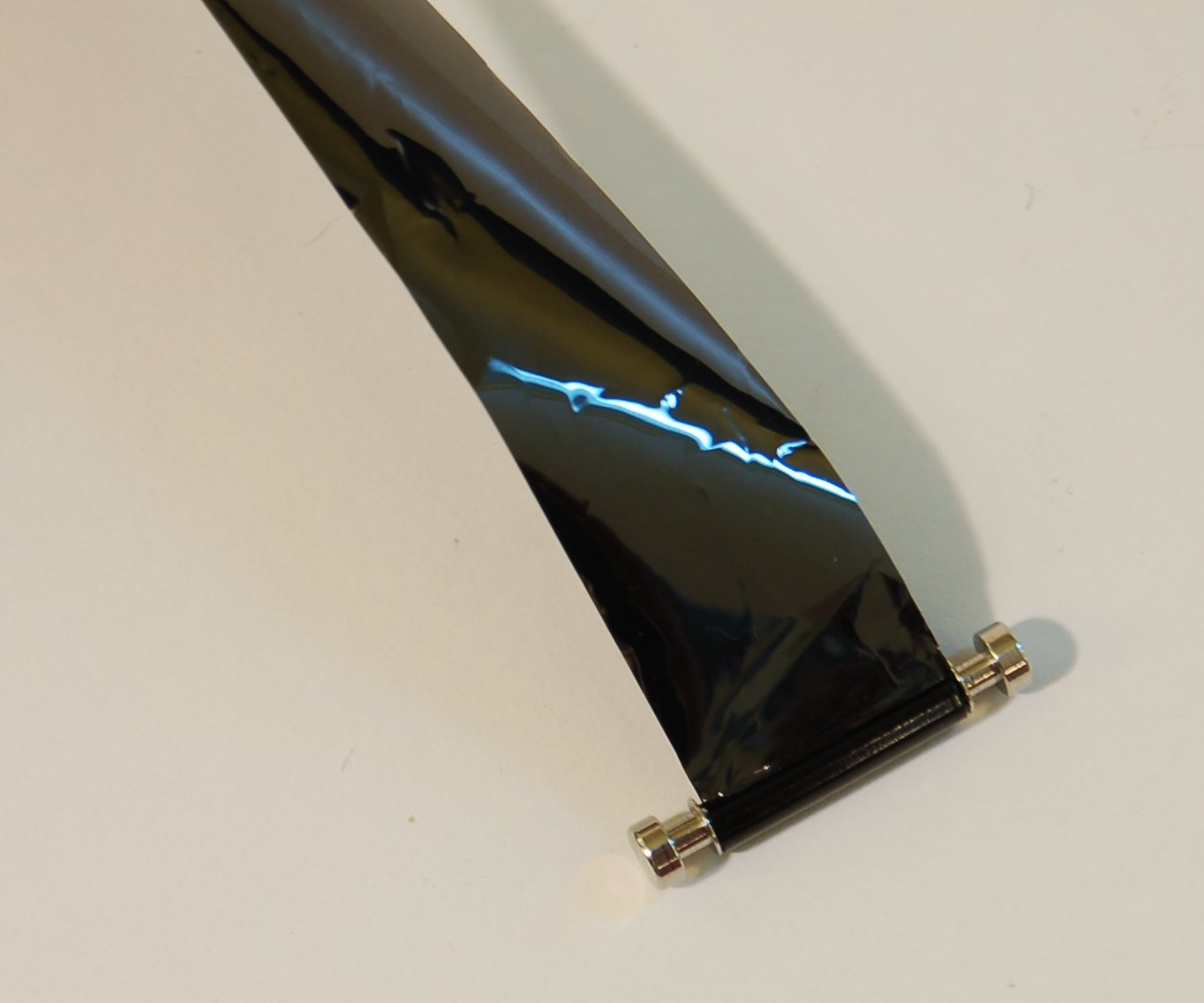
テープのリーダーピン

## 機械装置
磁気テープに記録再生を行うテープドライブとドライブへのカートリッジ入れ替えを自動化するテープライブラリが主な機械装置である。テープドライブのフォームファクターはFull-Height(高さ約8.3 cm)とHalf-Height(高さ約4.1 cm)の2種類がある。データの記録再生はファイバーチャネルやSASを通して行われる。

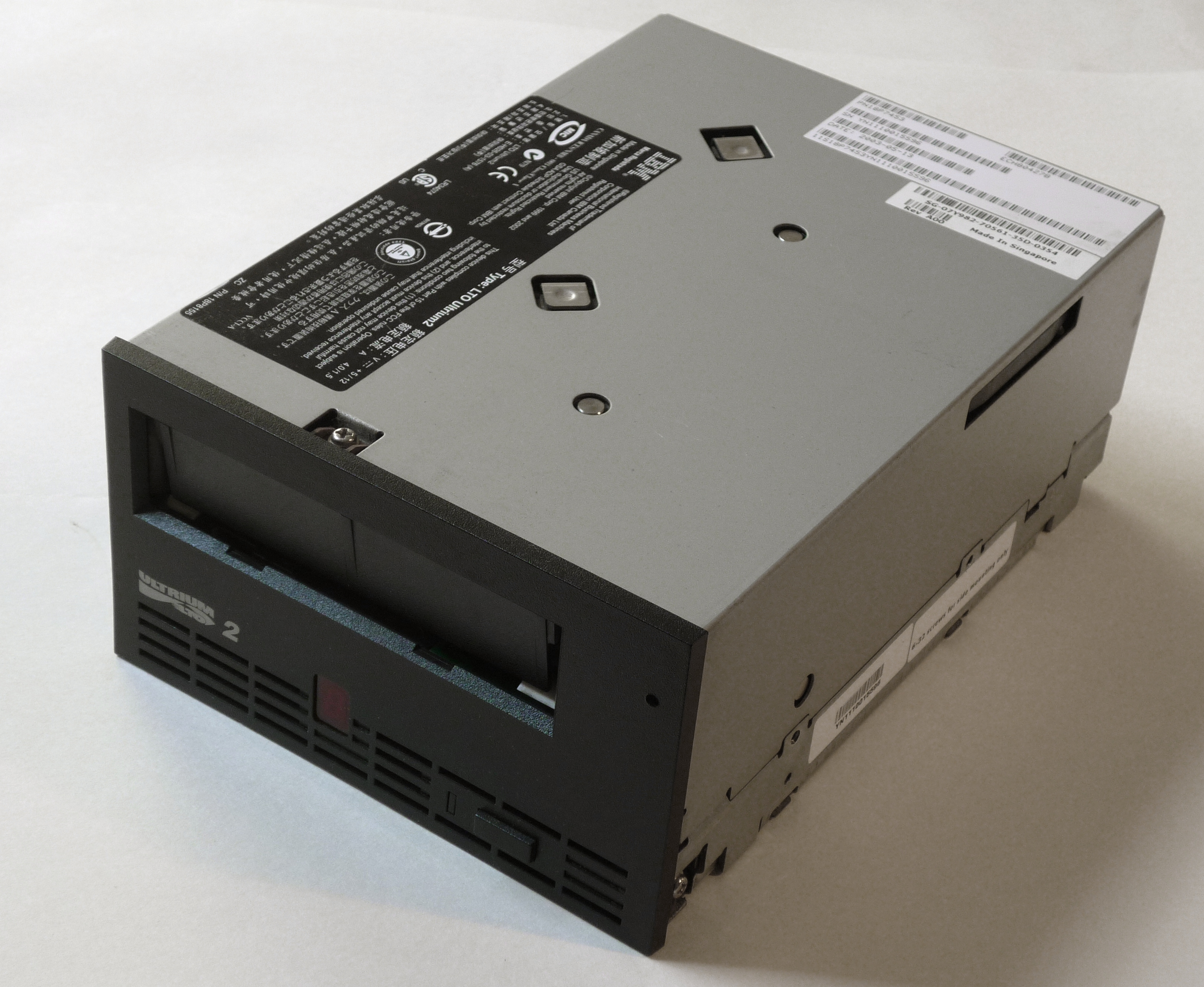
IBM Full-Height LTO-2ドライブ
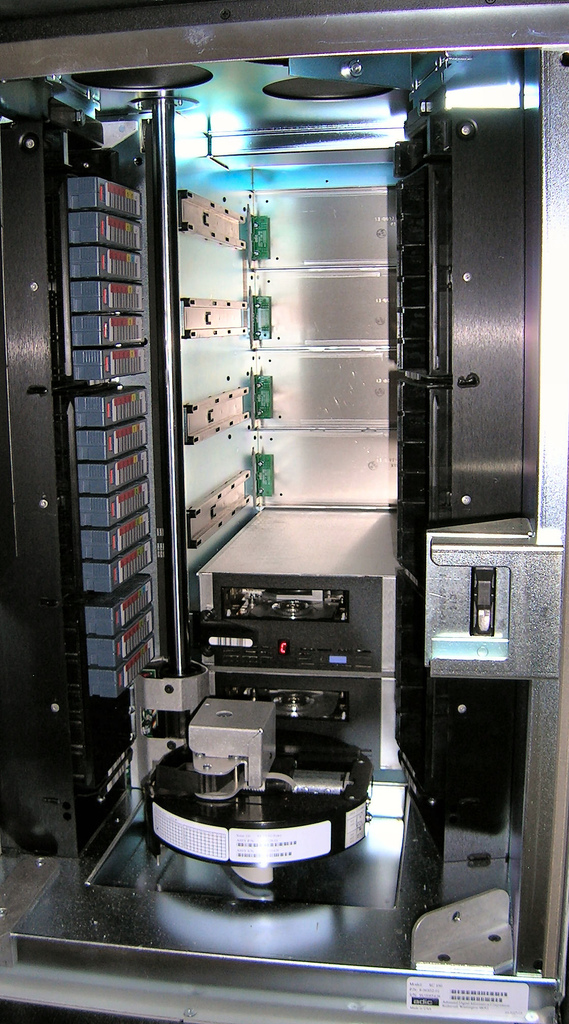
ADIC Scalar 100 テープライブラリ
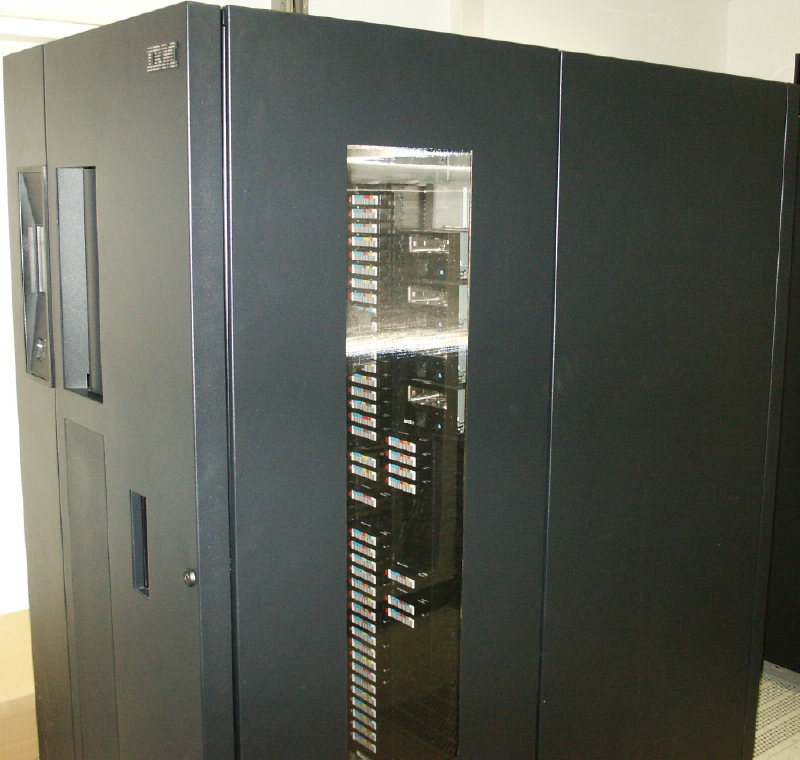
IBM 3584 テープライブラリ

## 世代
| 世代                   | 世代                   | LTO-1   | LTO-2             | LTO-3                   | LTO-4                   | LTO-5                   | LTO-6                   | LTO-7                   | LTO-8                 | LTO-9           | LTO-10    | LTO-11 | LTO-12 |
| ---------------------- | ---------------------- | ------- | ----------------- | ----------------------- | ----------------------- | ----------------------- | ----------------------- | ----------------------- | --------------------- | --------------- | --------- | ------ | ------ |
| 発売年                 | 発売年                 | 2000    | 2002              | 2005                    | 2007                    | 2010                    | 2012                    | 2015                    | 2017                  | 2021            | 2025      | 未定   | 未定   |
| 容量                   | 非圧縮時               | 100 GB  | 200 GB            | 400 GB                  | 800 GB                  | 1.5 TB                  | 2.5 TB                  | 6.0 TB                  | 12 TB                 | 18 TB           | 30 TB     | 72 TB  | 144 TB |
| 容量                   | 圧縮時                 | 200 GB  | 400 GB            | 800 GB                  | 1.6 TB                  | 3.0 TB                  | 6.25 TB                 | 15 TB                   | 30 TB                 | 45 TB           | 75 TB     | 180 TB | 360 TB |
| 速度 (MB/s)            | 非圧縮時               | 20      | 40                | 80                      | 120                     | 140                     | 160                     | 300                     | - 360 (FH) - 300 (HH) | 400 (FH)        | 400 (FH)  |        |        |
| 速度 (MB/s)            | 圧縮時                 | 40      | 80                | 160                     | 240                     | 280                     | 400                     | 750                     | - 900 (FH) - 750 (HH) | 1000 (FH)       | 1000 (FH) |        |        |
| WORM                   | WORM                   | 不可    | 不可              | 可                      | 可                      | 可                      | 可                      | 可                      | 可                    | 可              | 可        |        |        |
| 暗号化                 | 暗号化                 | 不可    | 不可              | 不可                    | 可                      | 可                      | 可                      | 可                      | 可                    | 可              | 可        |        |        |
| パーティション分割     | パーティション分割     | 不可    | 不可              | 不可                    | 不可                    | 可                      | 可                      | 可                      | 可                    | 可              | 可        |        |        |
| テープの厚さ (μm)      | テープの厚さ (μm)      | 8.9     | 8.9               | 8                       | 6.6                     | 6.4                     | 6.4                     | 5.6                     | 5.6                   | 5.2             | 5.2       |        |        |
| テープの長さ (m)       | テープの長さ (m)       | 609     | 609               | 680                     | 820                     | 846                     | 846                     | 960                     | 960                   | 1035            | 1035      |        |        |
| テープのトラック数     | テープのトラック数     | 384     | 512               | 704                     | 896                     | 1,280                   | 2,176                   | 3,584                   | 6,656                 | 8,960           | 15,104    |        |        |
| 書き込み端子数         | 書き込み端子数         | 8       | 8                 | 16                      | 16                      | 16                      | 16                      | 32                      | 32                    | 32              | 32        |        |        |
| バンドあたりのラップ数 | バンドあたりのラップ数 | 12      | 16                | 11                      | 14                      | 20                      | 34                      | 28                      | 52                    | 70              | 118       |        |        |
| 記録密度 (bits/mm)     | 記録密度 (bits/mm)     | 4,880   | 7,398             | 9,638                   | 13,250                  | 15,142                  | 15,142                  | 19,107                  | 20,669                | 21,459          | 21,657    |        |        |
| コード化               | コード化               | RLL 1,7 | RLL 0,13/11; PRML | RLL 0,13/11; PRML       | RLL 0,13/11; PRML       | RLL 32/33; PRML         | RLL 32/33; NPML         |                         |                       |                 |           |        |        |
| 読み出し               | 読み出し               | LTO-1   | - LTO-1 - LTO-2   | - LTO-1 - LTO-2 - LTO-3 | - LTO-2 - LTO-3 - LTO-4 | - LTO-3 - LTO-4 - LTO-5 | - LTO-4 - LTO-5 - LTO-6 | - LTO-5 - LTO-6 - LTO-7 | - LTO-8 - LTO-7       | - LTO-9 - LTO-8 | LTO-10    |        |        |
| 書き込み               | 書き込み               | LTO-1   | - LTO-1 - LTO-2   | - LTO-2 - LTO-3         | - LTO-3 - LTO-4         | - LTO-4 - LTO-5         | - LTO-5 - LTO-6         | - LTO-6 - LTO-7         | - LTO-8 - LTO-7       | - LTO-9 - LTO-8 | LTO-10    |        |        |

### LTO-1
LTO-1テープフォーマットは将来への拡張を見据えながらも迅速に開発、販売できるようにデザインされていた。そのために難度の低い技術を用いて作られていた。
- 当初は10 GB、30 GB、50 GB、100 GBという4種の容量のテープが予定されていた
- AITと同じデータ圧縮手法が用いられる
- コード化手法はRLL 1,7
- LTO-2やLTO-3に比べ記録密度は低い

### LTO-2
- 容量と転送レートが2倍に (200 GB, 40 MB/s)
- 信号処理方式をPRMLに変更

### LTO-3
- 容量と転送レートが更に倍に
- WORM機能を導入
- 書き込み端子数が2倍に

### LTO-4
- 2007年1月11日に規格がリリースされた
- 2007年4月11日にIBMとHPのドライブが認定試験をパスし、翌日出荷された
- 容量が更に倍になり、800 GBに
- 転送レートが1.5倍になり、120 MB/sに
- ドライブに暗号化機能 (256-bit AES-GCM) が追加

### LTO-5
- 2010年1月19日に規格がリリースされた
- 2010年第2四半期に出荷された
- 容量が更に倍になり、1.5 TBに
- 転送レートは最大140 MB/sに
- デュアルパーティショニングとファイルシステムLinear Tape File System (LTFS) をサポート。

### LTO-6
- 2012年12月にリリースされた
- 容量が2.5 TBに
- 転送レートは最大160 MB/sに

### LTO-7
- 2015年12月にリリースされた
- 容量が6.0 TBに
- 転送レートは最大300 MB/sに
- 書き込み端子数が2倍に
- Press Releases LTO7 Specifications
- LTO7 QA

### LTO-8
- 2017年10月にドライブのリリースが発表された [6]
- 容量が12.0 TBに
- 転送レートは最大360 MB/sに (Full-Heightドライブの場合)
- 2世代前のメディア(=LTO-6)の再生互換が打ち切られた
- タイプMメディアがサポートされた。詳細は#Type M メディア

### LTO-9
- 2021年9月に発表された [7]
- 容量が18.0 TBに
- 転送レートは最大400 MB/sに (Full-Heightドライブの場合)

### カートリッジメモリ

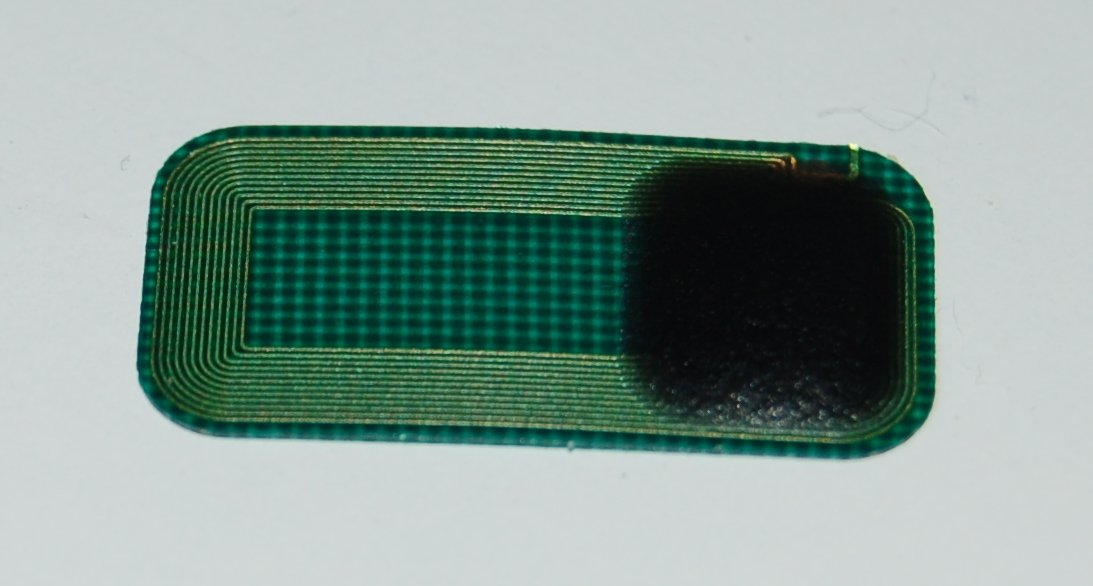
LTO カートリッジメモリ

### バーコードラベル

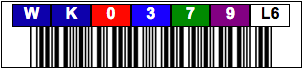
LTO-6のバーコードラベルの例

### クリーニング

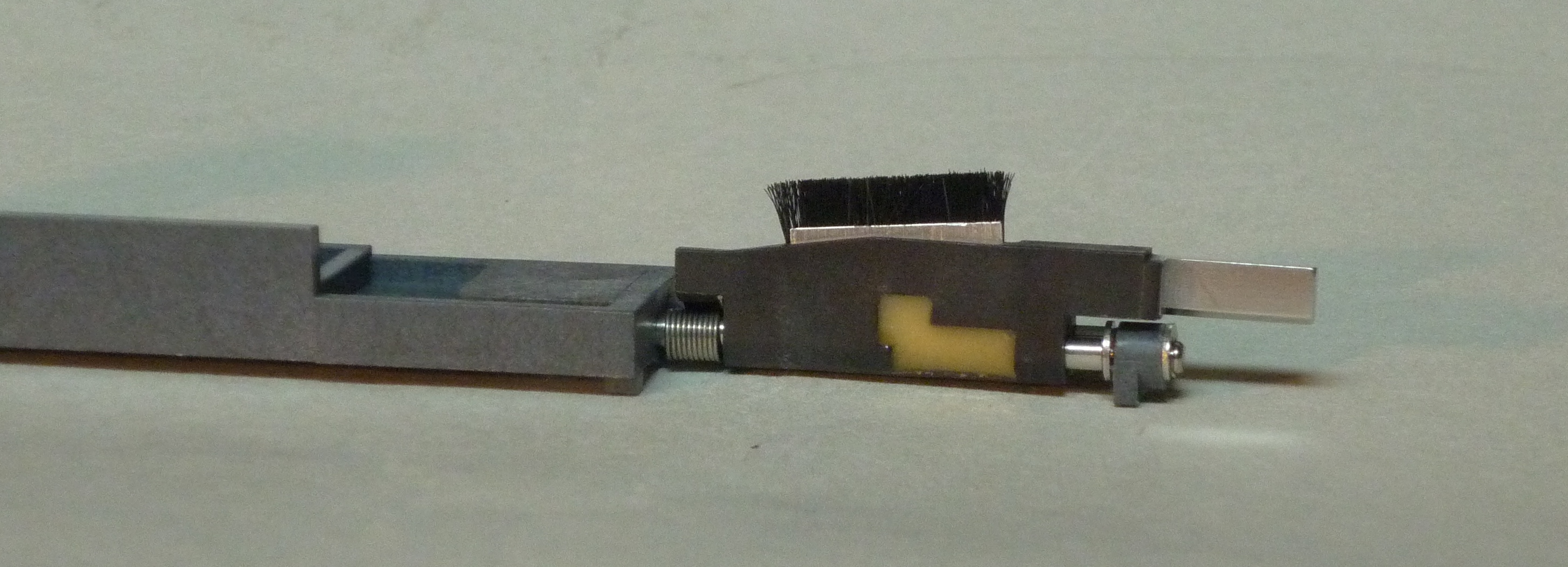
IBM LTO-2 FHドライブのクリーニングブラシ。カートリッジをロード・アンロードする段階でヘッドをスワイプする

### LTO-10
- 2025年6月に発表された
- 容量が30.0 TBに